# Neukirchen vorm Wald
Neukirchen vorm Wald – miejscowość i gmina w Niemczech, w kraju związkowym Bawaria, w rejencji Dolna Bawaria, w regionie Donau-Wald, w powiecie Pasawa. Leży około 15 km na północny zachód od Pasawy, przy drodze B85.

## Demografia
| Rok  | Liczba mieszk. |
| ---- | -------------- |
| 1970 | 1 962          |
| 1987 | 2 071          |
| 2000 | 2 723          |

## Polityka
Wójtem od 2002 jest Franz Riedl (CSU), jego poprzednikiem był Max Kreipl (CSU).

## Oświata
(na 1999)

W gminie znajduje się 100 miejsc przedszkolnych (104 dzieci) oraz szkoła podstawowa (13 nauczycieli, 221 uczniów).